# وزارت کشور (کویت)
وزارت کشور (انگلیسی: Ministry of Interior) یکی از سازمان‌های دولتی کویت است که جزئی از کابینۀ این کشور محسوب می‌شود. وزیر فعلی این وزارتخانه فهد یوسف سعود الصباح است.

## تاریخچه
اولین سازمانی که به امور داخلی رسیدگی می‌کرد، ادارۀ نیروی امنیت عمومی بود که در دورۀ بین دو جنگ جهانی در سال ۱۹۳۸ توسط احمد جابر الصباح تشکیل شد و عمدتاً پس از جنگ جهانی دوم به اجرا درآمد. پیش از سال ۱۹۳۸، امنیت داخلی وابسته به نیروهای امنیتی دفاعی بود که ریاست آن را شیخ علی سالم المبارک الصباح بر عهده داشت. پس از نبرد الرقعی، فرماندهی نیروهای دفاعی و امنیتی به شیخ عبدالله جابر العبدالله دوم الصباح واگذار شد که توسط شیخ احمد الجابر الصباح منصوب شده بود و از سال ۱۹۲۸ تا ۱۹۳۸ فرماندهی را بر عهده داشت.

## سازمان‌ها و وظایف
مسئولیت‌های اصلی این وزارتخانه امنیت عمومی و حفظ قانون و نظم است. سازمان اصلی امنیت داخلی تحت نظارت این وزارتخانه، پلیس ملی است. این وزارتخانه همچنین به همراه وزارت دادگستری مسئول مدیریت روند انتخابات است.
این وزارتخانه ۴۸ مرکز خدماتی و ۶۲ ایستگاه پلیس در مناطق پایتخت، الفروانیه، جهرا، حولی، احمدی و مبارک الکبیر در سراسر کویت دارد. در سال ۲۰۰۸، یک مرکز مشاوره در این وزارتخانه راه‌اندازی شد تا با شهروندان کویتی که دیدگاه‌های مذهبی رادیکال دارند، برخورد شود. این وزارتخانه تیم‌های ویژه‌ای متشکل از اعضای سازمان‌های غیردولتی را برای منع خرید رأی قبل از انتخابات عمومی ۲۰۱۲ تشکیل داد.
این وزارتخانه در سال ۲۰۲۴ برای مبارزه با افزایش مواد مخدر، پاسخگو کردن افراد به دلیل جعل تابعیت و افراد دارای تابعیت دوگانه، اجرا و تصویب قوانین جدید راهنمایی و رانندگی، یک پایگاه داده با سیستم بیومتریک را راه‌اندازی کرد

## فهرست وزیران کشور و معاونین نخست‌وزیر (۱۹۶۲–تاکنون)
وزرای کشور کویت از سال ۱۹۶۲:
| #  | نام                       | سمت                                | از             | تا             | یادداشت |
| -- | ------------------------- | ---------------------------------- | -------------- | -------------- | --- |
| ۱  | سعد عبدالله سالم الصباح   | وزیر کشور و معاون نخست‌وزیر         | ۱۷ ژانویه ۱۹۶۲ | ۱۶ فوریه ۱۹۷۸  | ۴امین حاکم و ۱۴امین امیر کویت (۲۰۰۶) Sآکادمی علوم امنیتی سعد عبدالله که مسئول آموزش پرسنل پلیس کویت است، به نام او نامگذاری شده است. |
| ۲  | صباح احمد جابر الصباح     | وزیر کشور و معاون نخست‌وزیر         | ۱۶ فوریه ۱۹۷۸  | ۱۸ مارس ۱۹۷۸   | ۵امین حاکم و ۱۵امین امیر کویت (۲۰۰۶–۲۰۲۰).                                                                                           |
| ۳  | نواف احمد جابر الصباح     | وزیر کشور و معاون نخست‌وزیر         | ۱۹ مارس ۱۹۷۸   | ۱۲ ژوئیه ۱۹۸۶  | ولیعهد کویت (۲۰۰۶–۲۰۲۰), ۶امین حاکم و ۱۶امین امیر کویت.                                                                              |
| ۴  | سالم صباح السالم الصباح   | وزیر کشور و معاون نخست‌وزیر         | ۲۶ ژانویه ۱۹۸۸ | ۲۰ ژوئن ۱۹۹۰   | |
| ۵  | احمد الحمود الجابر الصباح | وزیر کشور و معاون نخست‌وزیر         | ۲۰ آوریل ۱۹۹۱  | ۱۷ اکتبر ۱۹۹۲  | |
| ۶  | علی صباح السالم الصباح    | وزیر کشور و معاون نخست‌وزیر         | ۱۳ آوریل ۱۹۹۴  | ۱۵ اکتبر ۱۹۹۶  | دانشکده نظامی علی الصباح که مسئول آموزش پرسنل نیروهای مسلح کویت است، به نام او نامگذاری شده است..                                    |
| ۷  | محمد الخالد الحمد الصباح  | وزیر کشور و معاون نخست‌وزیر         | ۱۵ اکتبر ۱۹۹۶  | ۱۳ ژوئیه ۲۰۰۳  | |
| ۸  | نواف احمد جابر الصباح     | وزیر کشور و معاون نخست‌وزیر         | ۱۳ ژوئیه ۲۰۰۳  | ۹ فوریه ۲۰۰۶   | ولیعهد کویت (۲۰۰۶–۲۰۲۰). |
| ۹  | جابر مبارک الحمد الصباح   | وزیر کشور و معاون نخست‌وزیر         | ۹ فوریه ۲۰۰۶   | ۲۸ اکتبر ۲۰۰۷  | نخست‌وزیر کویت (۲۰۱۱–۲۰۱۹). |
| ۱۰ | جابر خالد جابر الصباح     | وزیر کشور و معاون نخست‌وزیر         | ۲۸ اکتبر ۲۰۰۷  | ۶ فوریه ۲۰۱۱   | ۸۵ / ۵٬۰۰۰رئیس ستاد کل نیروهای مسلح کویت (۱۹۹۲–۱۹۹۳) پس از جنگ خلیج فارس.                                                            |
| ۱۱ | احمد الحمود الجابر الصباح | وزیر کشور و معاون نخست‌وزیر         | ۶ فوریه ۲۰۱۱   | ۴ اوت ۲۰۱۳     | |
| ۱۲ | محمد الخالد الحمد الصباح  | وزیر کشور و معاون نخست‌وزیر         | ۴ اوت ۲۰۱۳     | ۱۰ دسامبر ۲۰۱۶ | |
| ۱۳ | خالد الجراح الصباح        | وزیر کشور و معاون نخست‌وزیر         | ۱۱ دسامبر ۲۰۱۶ | ۱۸ نوامبر ۲۰۱۹ | (بازنشسته) سپهبد و رئیس ستاد کل نیروهای مسلح کویت (۲۰۱۲–۲۰۱۳)                                                                        |
| ۱۴ | انس الصالح                | وزیر کشور و معاون نخست‌وزیر         | ۱۷ دسامبر ۲۰۱۹ | ۱۴ دسامبر ۲۰۲۰ | |
| ۱۵ | ثامر علی الصباح           | وزیر کشور                          | ۱۴ دسامبر ۲۰۲۰ | ۱۴ نوامبر ۲۰۲۱ | کفیل وزارت تا ۲۷ دسامبر ۲۰۲۱ |
| ۱۶ | احمد منصور الأحمد الصباح  | وزیر کشور و معاون نخست‌وزیر         | ۲۸ دسامبر ۲۰۲۱ | ۱۶ فوریه ۲۰۲۲  | [ ۱۳ ] |
| ۱۷ | محمد عبداللطیف الفارس     | وزیر کشور (کفیل)                   | ۱۷ فوریه ۲۰۲۲  | ۸ مارس ۲۰۲۲    | [ ۱۵ ] |
| ۱۸ | احمد نواف احمد الصباح     | وزیر کشور و معاون اول نخست‌وزیر     | ۹ مارس ۲۰۲۲    | ۲۴ ژوئیه ۲۰۲۲  | ژنرال بازنشسته |
| ۱۹ | طلال الخالد الأحمد الصباح | وزیر کشور و معاون اول اول نخست‌وزیر | 27 July 2022   | ۲ اکتبر ۲۰۲۲   | |
| ۲۰ | طلال الخالد الأحمد الصباح | وزیر کشور و معاون اول نخست‌وزیر     | ۱۶ اکتبر ۲۰۲۲  | ۱۷ ژانویه ۲۰۲۴ | |
| ۲۱ | فهد یوسف سعود الصباح      | وزیر کشور و معاون اول نخست‌وزیر     | ۱۷ ژانویه ۲۰۲۴ | تاکنون         | افسر نظامی بازنشسته |